# Alycia Debnam-Carey
Alycia Debnam-Carey er en australsk skuespiller. Hun medvirker i øjeblikket i den amerikanske serie Fear the walking dead som Alicia Clark. Hun spillede rollen som Lexa i The 100.